# مکتب ونیز

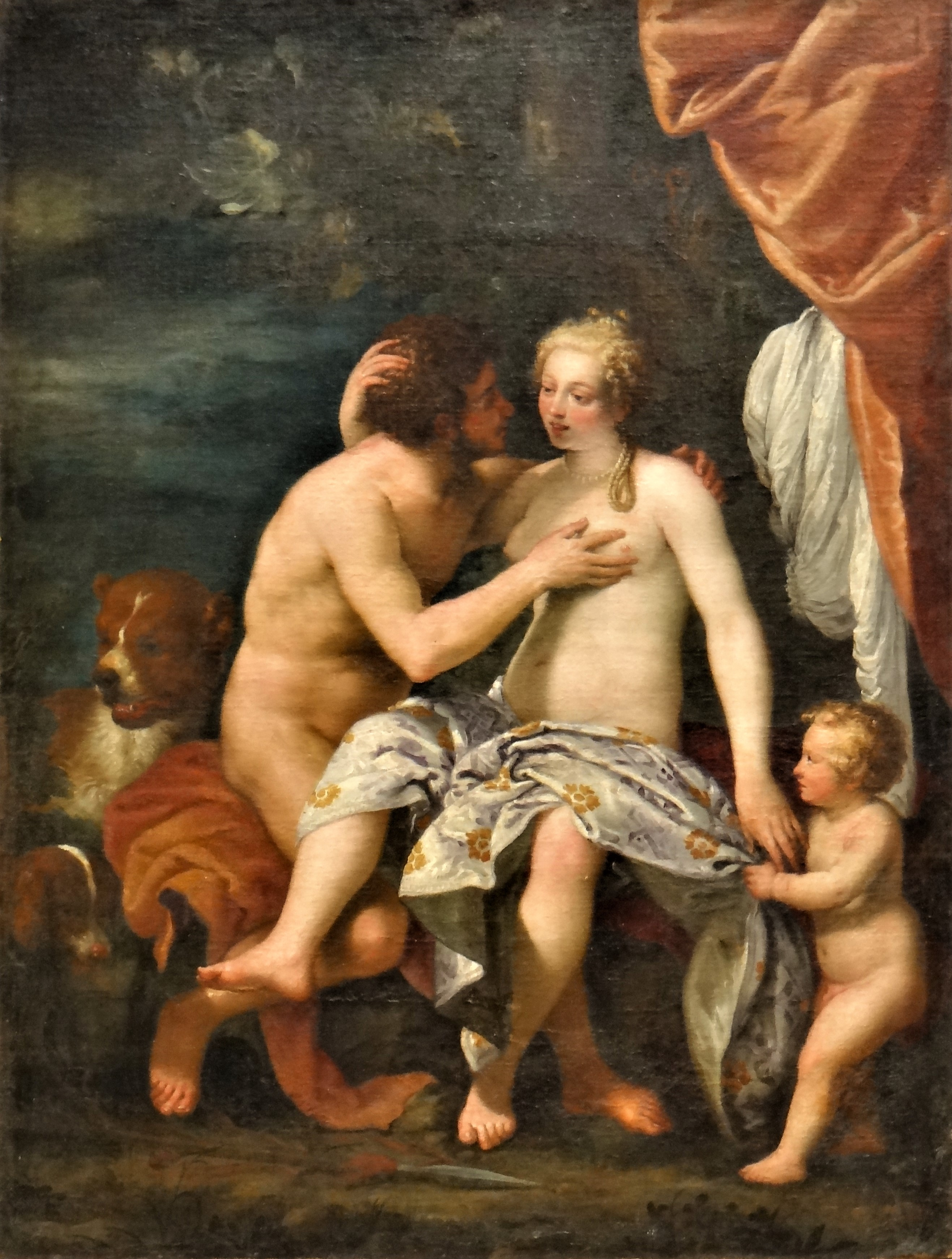
مکتب ونیز

مکتب ونیز (انگلیسی: Venetian school) به مکتب نقاشی رایج در ونیزِ اواخر سدهٔ ۱۵ میلادی گفته می‌شود که سرآغاز آن را می‌توان آثار و کارگاه‌های جووانی و جنتیله بلینی دانست. نقاشان این مکتب برخلاف شیوهٔ منریستی حاکم بر سایر نقاط ایتالیا، کاربست رنگ را بر خط مقدم می‌شمردند و آثارشان تأثیر مشهودی بر پیشبرد نقاشی غرب در سالیان بعدی گذاشت.

## هنرمندان مشهور
- جورجونه
- تیسین
- تینتورتو
- پائولو ورونز
- یاکوپو باسانو